# Federica Manzon
Federica Manzon (Pordenone, 2 ottobre 1981) è una scrittrice italiana.

## Biografia
Federica Manzon è nata nel 1981 a Pordenone e vive tra Milano e Trieste, presso la cui università si è laureata in Filosofia contemporanea. Ha pubblicato suoi racconti sulla rivista Nuovi Argomenti (di cui è stata redattrice) e sulla webzine italiana Carmilla on line prima di esordire nel 2008 nella raccolta corale Tu sei lei e con il romanzo Come si dice addio. Nel 2011 il suo secondo romanzo Di fama e di sventura ha vinto il Premio Rapallo Carige per la donna scrittrice ed è entrato nella cinquina finalista del Premio Campiello. Nel 2015 ha curato il volume collettivo I mari di Trieste. È stata editor della Narrativa Straniera a Mondadori e successivamente docente e responsabile della didattica presso la Scuola Holden di Torino. Collabora con diverse testate tra cui il quotidiano Il Piccolo e Tuttolibri della Stampa, e ha collaborato in passato con l'organizzazione del festival letterario Pordenonelegge.it. È stata consulente editoriale per la narrativa straniera della collana Mediterranea di Crocetti editore e attualmente è la direttrice editoriale di Guanda. Con il suo quinto romanzo, Alma, ha vinto nel 2024 il Premio Campiello, il Premio Stresa, il Premio Alassio e il Premio Latisana per il Nord-Est.

## Opere

### Romanzi
- Come si dice addio, Mondadori, 2008.
- Di fama e di sventura, Mondadori, 2011.
- La nostalgia degli altri, Feltrinelli, 2017.
- Il bosco del confine, Aboca Edizioni, 2020.
- Alma, Feltrinelli, 2024.

### Antologie
- Tu sei lei, a cura di Giuseppe Genna, Minimum Fax, 2008.
- Ultima fermata Treviglio, a cura di Paolo Possamai, Marsilio, 2012.
- I Mari di Trieste, Bompiani, 2015.